# Scardamia chrysolina
Scardamia chrysolina là một loài bướm đêm trong họ Geometridae.